# Reñaca Alto
Reñaca Alto es un barrio ubicado en el sector urbano-rural de Viña del Mar, Chile. Limita al Norte con el sector de Montemar (Concón), al suroeste con la población Santa Julia, al noroeste con la población de Glorias Navales y Expresos Viña, al sur con la ciudad de Quilpué (perteneciente a la provincia de Marga Marga), y al este con la comuna de Limache. 
Es una de las localidades más pobladas de la ciudad. Posee un centro comercial Viña Outlet Park, bencineras, consultorio, departamento policial (carabineros), colegios, sucursal municipal, sector industrial de bodegas, parques, juegos paintball, piscina municipal y privadas. También se encuentra emplazado el complejo deportivo de la ciudad Club Depotivo Everton. Además importantes hectáreas de bosque nativo, protegidos, denominado Pulmón Verde. Algunos de los sectores pertenecientes a Reñaca Alto son: Villa Rukan, Villa la Cruz, Mirador de Reñaca, Lajarilla, Villa San Jorge y villa industrial.

## Historia
En 1956 es gestada la idea por parte de pobladores del sector Santa Inés ubicado en Viña del Mar, debido a la gran cantidad de allegados y hacinamientos que existían en sus hogares y ayudados por el padre Raúl Cohén,  de conformar una cooperativa para la adquisición de terrenos que dieran respuesta a sus necesidades. Así es como llegan a comprar la parte alta del fundo de Reñaca, estos terrenos adquiridos como huertos-obreros, estaban fuera del límite urbano lo que significó para los primeros colonos, la auto-construcción de sus viviendas y caminos, incluso adquirir un transporte de locomoción colectiva. En la década de 1980 logran pavimentar la calle principal y en la década de 1990 gracias a la ampliación del radio urbano de la ciudad se logra la postación pública de sus calles y solo a principios del 2000 las organizaciones comunitarias logran obtener el alcantarillado.

## Ubicación del Sector
El sector de Reñaca Alto se encuentra emplazada en el límite este de la comuna de Viña del Mar. Para acceder a esta se debe utilizar la ruta 68 CH y luego la Ruta 64. viendo desde la Región Metropolitana. y la Ruta 60 o F-30-E desde el norte.

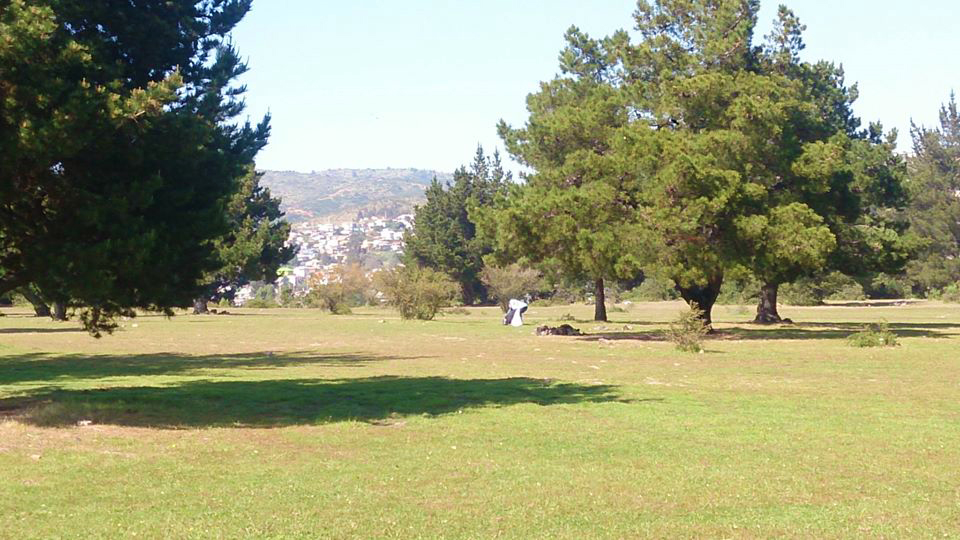
Entre Árboles, Hermosa vista desde el pulmón verde, al sector suroeste de Reñaca Alto

## Servicios

### Bomberos
Desde el 21 de diciembre de 2013, cuenta con la Novena Compañía de Bomberos de Viña del Mar.

### Salud

#### CESFAM Dr. Jorge Kaplán
El centro de salud familiar Dr. Jorge Kaplán, es un Centro de Atención Primaria con enfoque en el Modelo de Salud Familiar y comunitario, con énfasis en la promoción y prevención en Salud. Atiende a una población per cápita de 34.369 usuarios aproximadamente. Está ubicado en calle 9 S/N Paradero 81/2

#### SAPU Reñaca Alto
Servicio de Atención Primaria de Urgencia, SAPU Dr. Jorge Kaplán es un componente de la Red de Urgencia del Servicio de Salud Viña del Mar - Quillota y su administración corresponde a la Corporación Municipal de Viña del Mar, atiende urgencias y emergencias de baja complejidad, otorga anualmente 34.369 atenciones aproximadamente.

### Educación
Reñaca Alto cuenta con jardines infantiles, colegios y liceos científico-humanista:
- Colegio Saint Michael
- Colegio Enrique Cárdenas Rivera
- Colegio Hispano Americano
- Colegio Nazareo
- Escuela Eduardo Lezana Pincheira
- Colegio Saint Gregory
- Colegio Manantial
- Kingstown school
- colegio español María Reina
- Colegio Rebeca Fernández
- Colegio juanita Fernández
- Colegio Josefina Magasich Arze

### Comunitario y recreativo

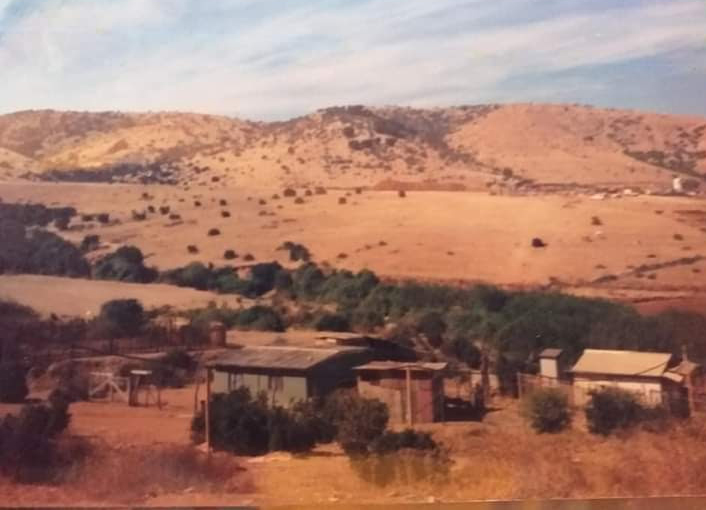
Un toque de nostalgia: Vista desde la parte suroeste de Reñaca Alto hacia donde hoy se encuentra la población Villa Rukan. Al fondo (donde están los árboles) un pequeño río de aguas claras, donde los habitantes solían ir en familia a disfrutar los días de verano. (hoy lamentablemente ya no existe). Ref. imagen tomada entre los años 70 y 80.

#### Radio Comunitaria
Radio Comunitaria Extremo; Es una radio comunitaria, creada con el fin de informar y entretener a sus pobladores que a permanecido al aire por más de 24 años sirviendo a la comunidad. 

#### Piscina Complejo Deportivo Municipal Reñaca Alto
Es una piscina pública climatizada y temperada, funciona durante todo el año. Está ubicada en calle 9 N.º 233 paradero 8 ½.

#### Complejo Deportivo Everton
El Complejo Deportivo Everton pertenece al equipo de fútbol viñamarino Everton. Cuenta con tres campos de futbolito sobre pasto sintético las cuales se encuentran disponibles para arriendo a externos. 

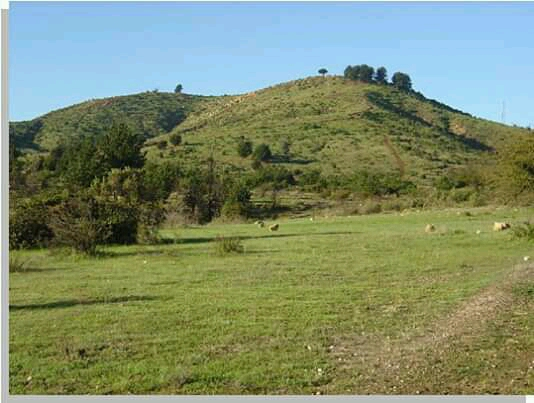
Vista desde la planicie del pulmón verde hacia el cerro "La Mina".

#### Corporación Pulmón Verde de Reñaca Alto
Es una corporación creada el 2011 con motivo de protección del cerro "La Mina" que está ubicada en el sector de Reñaca Alto. Esta corporación nace debido a la preocupación del explosivo aumento demográfico que ha tenido Viña del Mar los últimos años y que ha afectado directamente al sector, por lo que los pobladores temían "de perder la única área verde que les queda cerca"; ya que, en el lugar, los vecinos de Reñaca Alto practican deporte, encumbran volantines, cabalgan en caballos y hacen fiestas criollas.
Eco-Plaza Los Pinos
Es una plaza de carácter ecológico y comunitario fundada en el año 2018. Nace como una respuesta de la población ante la falta de espacios verdes en el territorio norte de la comunidad. Su infraestructura y las formas en que se distribuyen las áreas apelan a la convivencia, al desarrollo social y humano, y por sobre todo al desarrollo de la comunidad, de las especies nativas y de las artes. El proyecto fue levantado por el Colectivo Cultural Rengan Ko y apoyado por el Consejo Vecinal de Desarrollo, así como también por el Cesfam, Dr. Jorge Kaplan, al enmarcarse como una iniciativa que brota de la relación de la salud mental con las posibilidades de esparcimiento y de recreación en áreas verdes. Actualmente cuenta con un pequeño escenario (Utilizado por una de las batucadas de la población), invernadero y huerto medicinal, una estructura metálica para las artes de circo (Trapecio, Lira, Tela acrobática), mesas y bancas para la comunidad, y un sector de juegos infantiles para quienes legan este espacio que se espera se convierta en patrimonio. 
Su financiamiento estuvo en manos de la comunidad autogestionada, hasta que en conversaciones con el Cesfam (centro de salud familiar) se pudo levantar como un proyecto de salud pública, contó con el trabajo de muchos y muchas vecinas, así como con la gestión líderes comunitarios. 

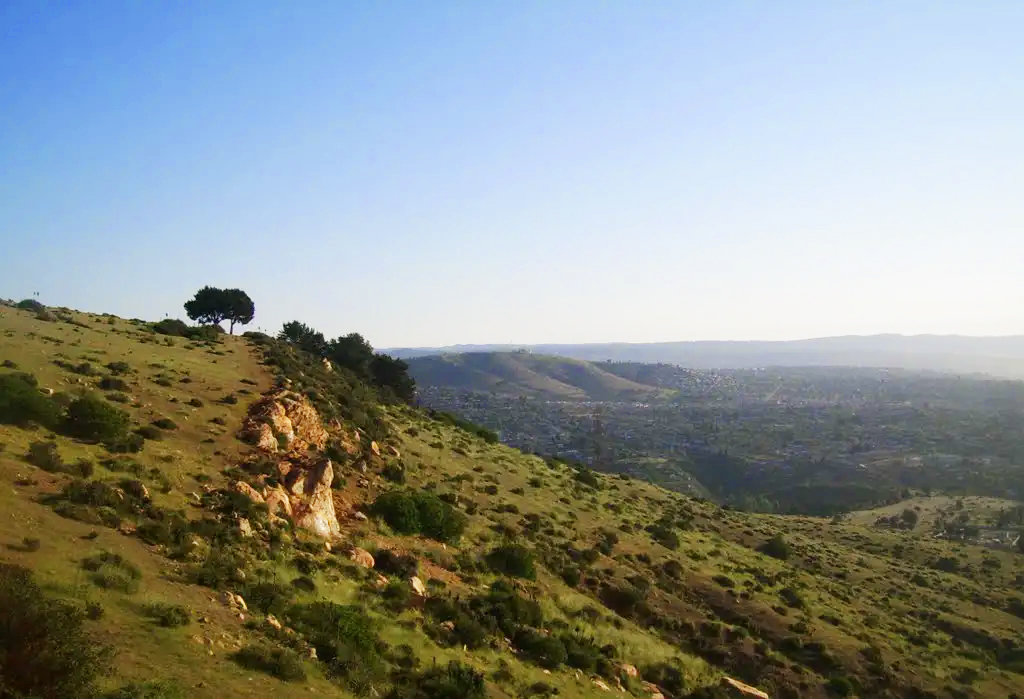
Una vista panorámica desde el cerro La Mina. Al fondo: los cerros del sector sur de Viña del Mar (Forestal, Chorrillos, Las Palmas, Agua Santa, parte de Valparaíso y Placilla. En el centro (parte de Reñaca Alto), un poco más atrás (Santa Julia y Achupallas). Y a los pies de la imagen: La por hoy abandonada y sin uso (La mina de oro de Reñaca Alto)

Hoy es uno de los elementos nacionales para fomentar las buenas prácticas a nivel comunitario, y el principal espacio de recreación de Reñaca Alto Norte.
"Visibilizan Eco Plaza Los Pinos como Buena Práctica a nivel regional"

### Comercio

#### Viña Outlet Park
Es un outlet ubicado en Camino Internacional 2440, cuenta con un área de más de 17.000 m², con áreas de estacionamiento con capacidad para 2000 vehículos, variedad de tiendas de marcas nacionales e internacionales y servicios de entretención para la familia. Tiene acceso para minusválido en ambas entradas principales y estacionamientos reservados para embarazadas. Además, cuenta con cajero automático, baños con mudadores y patio de comidas.

#### Supermercados
SuperBodega aCuenta, Ubicado en Estero Maitenlahue 925, y supermercado Líder, Ubicado en Camino Internacional 2440, cuentan con farmacia, cajero automático y Servipag.

#### Construcción
Ferretería Imperial Ubicado en Camino Internacional 1025, es una empresa de ferretería y cuenta con los siguientes servicios:
1. Servicio de tintometría
2. Servicio de venta telefónica
3. Arriendo de herramientas y maquinaria[9] Entre otros.

## Transporte

### Transporte público
Los servicios de buses que operan en el sector de Reñaca Alto pertenecen a la compañía Viña Bus S.A, que a su vez, corresponde al Transporte Metropolitano Valparaíso que es el sistema de transporte público urbano licitado que cubre a las comunas de Villa Alemana, Quilpué, Concón, Viña del Mar y Valparaíso.
| Línea | Paraderos sector Reñaca Alto | Línea | Paraderos sector Reñaca Alto                                                                    | Línea | Paraderos sector Reñaca Alto                                                                                     | Línea | Paraderos sector Reñaca Alto |
| ----- | --- | ----- | ----------------------------------------------------------------------------------------------- | ----- | --- | ----- | --- |
| 201   | - Lonquimay - Las Antillas - Lago Puyehue - San Pedro De Atacama - Las Maravillas - Juan Francisco González - Claudio Arrau León | 211   | - Garita - Segunda. - Calle Dos - Primera - Alemania - Las Maravillas / Lateral Sodimac         | 401   | - Séptima - Primera - Alemania - Las Maravillas - Calle Tres                                                     | 410   | - Calle Dieciocho - Calle Dieciséis - Décima - Calle Once - Octava - Séptima - Segunda - Calle Dos - Primera - Alemania - Dionisio Hernández - Vicente Bustillo                                         |
| 202   | - Calle 16 - Av. Décima - Calle 11 - Av. Octava - Calle 9 - Av. Quinta - Calle 8 - Av. Cuarta - Calle 7 - Av. Segunda - Calle 2 - Av. Primera - Av. Alemania - Dionisio Hernández - Teniente Merino - Esmeralda - Malfatti - Barcaza Morel - Av. Mar De Chile | 213   | - Calle Dieciséis - Décima - Sol Naciente - Las Antillas - Las Maravallias - Claudio Arrau León | 406   | - Séptima - Primera - Alemania - Alemania - Tte Merino - Submarino Thomson - Mar De Chile - Camino Internacional | 411   | - Calle Dieciocho - Calle Dieciséis - Décima - Calle Once - Octava - Calle Ocho - Calle Siete - Segunda - Calle Dos - Primera - Alemania - Dionisio Hernández - Vicente Bustillo - Camino Internacional |
| 210   | - Calle Dieciséis - Décima - Sol Naciente - Las Antillas - Pasaje Paillaso - Alejandro Flores Pinaud - P De Atacama - Lonquimay - De La Costa - Lago Villarrica - Los Pensamientos - Las Maravillas - Camino Internacional                                    | 214   | - Séptima - Primera - Alemania - Las Maravillas - Calle Tres                                    | 407   | - Séptima - Calle Nueve - Lago Villarrica - Los Pensamientos - Las Maravillas - Camino Internacional             |       | |